# Viver
Viver település Spanyolországban, Castellón tartományban. Viver Barracas, Benafer, Pina de Montalgrao, Teresa, Torás és Jérica községekkel határos. Lakosainak száma 1680 fő (2024).

## Népesség
A település népessége az elmúlt években az alábbi módon változott:
| Lakosok száma | 1285 | 1413 | 1479 | 1754 | 1681 | 1594 | 1536 | 1536 | 1661 | 1680 |
|               | 2001 | 2004 | 2006 | 2009 | 2011 | 2014 | 2016 | 2019 | 2021 | 2024 |